# Wielimie
Wielimie (niem. Vilmsee) – jezioro w woj. zachodniopomorskim, w powiecie szczecineckim, w gminie Szczecinek, leżące na terenie Pojezierza Drawskiego.
Przez Wielimie przepływa rzeka Gwda, wpada też do niego rzeka Nizica (zwana Niezdobną), wypływająca z jeziora Trzesiecko, leżącego tuż obok Szczecinka.

## Wyspy
Wielimie sięga jedną odnogą w okolice miasta Szczecinek, jednak widok na rozległy główny zbiornik jeziora jest zasłonięty przez ogromną (96,13 ha), największą w Polsce śródjeziorną Wyspę Owczą i można go podziwiać tylko z okolic odległej od Szczecinka o ok. 10 km wsi Gwda Wielka. Dostęp do samej odnogi jeziora jest odcięty przez rozległe trzęsawiska i jest możliwy tylko kilka kilometrów od miasta.

## Historia
Niegdyś jezioro było znacznie większe i głębsze, a wyspa nie zasłaniała całkowicie widoku od strony miasta na Wielimie. Wody jeziora okalały miasto od stron północnej i północno-zachodniej. W końcu XVIII wieku, po wielokrotnych powodziach i podtopieniach Szczecinka, spowodowanymi szczególnie wylewami jeziora Trzesiecko, mieszkańcy sprowadzili specjalistów z Holandii w celu obniżenia poziomu wód w obu jeziorach. W efekcie południowo-zachodni brzeg Wielimia stopniowo zmienił się w rozległe trzęsawiska. Poziom wody w jeziorze obniżył się radykalnie, a Wyspa Owcza powiększyła się; bezpośredni dostęp do jeziora od strony miasta stał się niemożliwy.
Przy jeziorze znajduje się plaża oraz osobna plaża dla nudystów.
W ostatniej dekadzie, szczególnie odnoga jeziora bliska miastu, jest zanieczyszczona i niedostępna dla żeglugi z uwagi na ptasie kolonie.
W oparciu o badania przeprowadzone w 2003 roku wody jeziora zaliczono do III klasy czystości.

## Dane morfometryczne
Powierzchnia zwierciadła wody według różnych źródeł wynosi od 1637,5 ha do 1754,6 ha.
Zwierciadło wody położone jest na wysokości 132,6 m n.p.m. lub 132,7 m n.p.m. Średnia głębokość jeziora wynosi 2,2 m, natomiast głębokość maksymalna 5,5 m.

## Hydronimia
Na polskiej mapie wojskowej z 1936 r. przy oznaczeniu jeziora podano polski egzonim Wielim. 
Nazwę Wielimie wprowadzono urzędowo rozporządzeniem w 1949 roku, zastępując poprzednią niemiecką nazwę jeziora – Vilm-See.